# 관등놀이
관등놀이는 한국의 민속놀이 중 하나다. 

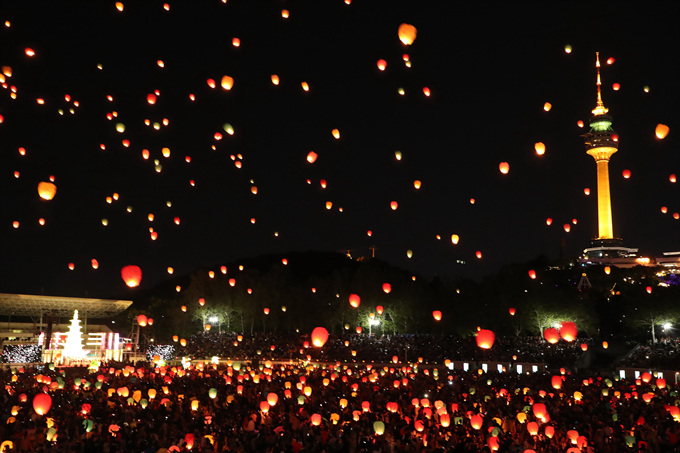
대한민국 대구광역시 달구벌에서 펼쳐진 관등놀이 소원풍등 날리기 축제

4월 8일은 초파일(初八日)이라고 하여, 이 날은 석가모니가 탄생한 날이므로 민가에서는 절에 가서 제를 올리고 관등하는 풍속이 있다.
초파일 며칠 전부터 뜰에 등간(燈竿)을 세우고, 그 위에는 꿩꼬리를 꽂고 비단으로 기를 만들어 달았는데 이를 호기(呼旗)라 하고, 호기에 줄을 매달았으며, 등간을 만들지 못하는 집에서는 추녀끝이나 나무가지에 줄을 매고 등을 달아 초파일 밤에 불을 밝히니 호화찬란하기 이를 데 없었다. 등의 모양도 형형색색이려니와 여러 가지 채색을 하거나 그림을 그리기도 했고 글씨를 쓰기도 했으니 수많은 등에 불을 밝힌 모습은 매우 장관이었다. 등이 바람에 흔들리면 더 한층 아름다웠고 불공을 드리거나 관등하는 사람들로 혼잡을 이루었으니 요즘도 초파일이 되면 여전하다. 이는 지방에 따라 다소의 차이가 있으며, 등을 들고 등행렬(燈行列)하는 놀이가 전국적으로 전해지고 있다. 연등하는 풍속은 신라 때의 팔관회에서 유래했다고 하며, 고려와 조선 시대에 계승되어 오늘날까지 전하고 있다. 등에는 호박등·수박등·홍등·청등·용등·봉황등으로 다른 놀이에서 놀이를 밝히는 조명 역할을 하는 경우도 있다.